# Condylostylus pulchripes
Condylostylus pulchripes är en tvåvingeart som beskrevs av Becker 1922. Condylostylus pulchripes ingår i släktet Condylostylus och familjen styltflugor. Inga underarter finns listade i Catalogue of Life.